# Тимирязевский сельсовет (Липецкая область)
Тимирязевский сельсовет — сельское поселение в Задонском районе Липецкой области Российской Федерации.
Административный центр — посёлок Тимирязев.

## История
Статус и границы сельского поселения установлены Законом Липецкой области от 23 сентября 2004 года № 126-ОЗ «Об установлении границ муниципальных образований Липецкой области»

## Население
| 2010 | 2012 | 2013 | 2014 | 2015 | 2016 | 2017 |
| ---- | ---- | ---- | ---- | ---- | ---- | ---- |
| 520  | ↗522 | ↘521 | ↗524 | ↘513 | ↘509 | ↗515 |
| 2018 | 2021 |      |      |      |      |      |
| ↗525 | ↘510 |      |      |      |      |      |

## Состав сельского поселения
| № | Населённый пункт | Тип населённого пункта          | Население |
| - | ---------------- | ------------------------------- | --------- |
| 1 | Владимировка     | деревня                         | 39        |
| 2 | Вороново         | деревня                         | 0         |
| 3 | Крутой Верх      | деревня                         | 12        |
| 4 | Секретаровка     | деревня                         | 0         |
| 5 | Тимирязев        | посёлок, административный центр | 157       |
| 6 | Улусарка         | железнодорожная станция         | 312       |

### Упразднённые населённые пункты
Жёлтые Дворики — упразднённая в 1987 году деревня.